# Hans von Euler-Chelpin
Hans Karl August Simon von Euler-Chelpin (15. února 1873 Augsburg – 6. listopadu 1964 Stockholm) byl švédský biochemik narozený v Německu, který v roce 1929 spolu s Arthurem Hardenem získal Nobelovu cenu za chemii za „objev fermentace cukrů a fermentačních enzymů“. V letech 1906-1941 byl profesorem obecné a organické chemie na Stockholmské univerzitě a ředitelem jejího Ústavu pro organicko-chemický výzkum (1938–1948). 
Jeho syn Ulf von Euler získal v roce 1970 Nobelovu cenu za fyziologii a medicínu.

## Životopis
Hans von Euler-Chelpin se narodil 15. února 1873 v německém Augsburgu Gabriele von Euler-Chelpin (rozené Furtner). Jeho otec Rigas Georg Sebastian von Euler-Chelpin byl kapitánem královského bavorského pluku, který byl brzy převelen do Mnichova. Během svého dětství trávil Hans většinu času s babičkou ve Wasserburg am Inn. Chodil na Royal Junior High School v Augsburgu (předchůdce Holbein Gymnasium). Jeden rok sloužil jako dobrovolník u bavorského prvního pluku polního dělostřelectva a poté se začal zajímat o teorii barev a začal studovat umění na mnichovské malířské akademii (1891–1893). Učil se u Schmida-Reutteho a Lenbacha, německého malíře realistického stylu. Poté šel na univerzitu v Berlíně studovat chemii u Emila Fischera a A. Rosenheima a fyziku u E. Warburga a Maxe Plancka. V roce 1895 získal doktorát.
V roce 1899 byl von Euler-Chelpin jmenován docentem a učil na Královské univerzitě ve Stockholmu. Zde začal navštěvovat laboratoř van 't Hoffa, který spolu s Nernstem ovlivnili jeho zájem o vědu.
Přestože v roce 1902 přijal švédské občanství, během první světové války se zúčastnil dobrovolné služby v německém letectvu a za druhé světové války působil v diplomatické misi na německé straně.
V roce 1906 byl jmenován profesorem obecné a organické chemie na Královské univerzitě ve Stockholmu. Nadace Knuta a Alice Wallenbergových a Mezinárodní rada pro vzdělávání Rockefellerovy nadace ve Stockholmu založily v roce 1929 Vitamin Institute a Institute of Biochemistry a Euler-Chelpin byl jmenován jeho ředitelem. Od roku 1941 přestal vyučovat a dál se věnoval výzkumu. V důchodu se věnoval výzkumu rakoviny.
Hans von Euler-Chelpin se dvakrát oženil. Jeho první manželkou byla Astrid Cleve, první švédská žena, která získala doktorát věd. Měli pět dětí: Sten (1903-1991), Ulf Svante (1905-1983), Karin Maria (1907-2003), Hans Georg Rigas (1908-2003) a Birgit (1910-2000). V roce 1913 se znovu oženil se svou spolupracovnicí Elisabeth „Beth“ baronkou af Ugglas (1887–1973). Měli čtyři děti: Rolf Sebastian Ugglas (1914-2005), Hans Roland Ugglas (* 1916), Curt Leonhard Ugglas (1918-2001) a Johan Erik Ugglas "Jan" (1929-1954). Jeho syn Ulf von Euler byl známý fyziolog, který v roce 1970 obdržel Nobelovu cenu za výzkum chemické povahy norepinefrinu v synapsích.
Během svého života napsal von Euler-Chelpin řadu monografií, např. Biochemistry of Tumors (Biochemie nádorů) vydanou v roce 1942, kterou napsal ve spolupráci s Boleslawem Skarzynskim, nebo The Chemotherapy and Prophylaxis of Cancer (Chemoterapie a profylaxe nádorů), jež vyšla v roce 1962.
Byl členem Indické akademie věd, Rakouské akademie věd, Švédské královské akademie věd, Švédsko-německé císařské asociace, Ruské akademie věd, Japonské akademie věd, Finské akademie věd, Královské společnosti a Společnosti Maxe Plancka.
Hans von Euler-Chelpin zemřel ve Stockholmu dne 6. listopadu 1964 ve věku 91 let.

## Nobelova cena
Von Euler-Chelpin obdržel v roce 1929 spolu s Arthurem Hardenem Nobelovu cenu za chemii za výzkum alkoholového kvašení sacharidů a role enzymů, které se na něm podílejí. Arthur Harden se nejprve zabýval chemickými účinky bakterií a poté od roku 1903 alkoholovým kvašením. Harden zjistil, že enzym zymáza, objevený Eduardem Buchnerem, vyvolává kvašení pouze při vzájemné interakci s koenzymem kozymázou. Euler-Chelpin zase přesvědčivě pomocí fyzikální chemie popsal, co se děje při kvašení cukru a působení kvasných enzymů. Jejich vysvětlení vedlo k pochopení důležitých procesů pro získávání energie ve svalech.